# Judit Carreras i Tort
Judit Carreras i Tort (Cal Rosal, Olvan, Berguedà, 8 de juny de 1974) és una advocada i política catalana, diputada al Parlament de Catalunya en la VIII Legislatura.

## Biografia
Llicenciada en dret per la Universitat de Barcelona. Ha treballat a la Diputació de Barcelona i ha estat cap de relacions institucionals del Departament d'Economia i Finances. Ha estat regidora de Turisme, Cultura i Medi Ambient (1999-2003) de l'Ajuntament d'Olvan pel PSC-PSOE, així com alcaldessa del mateix municipi des de 2007 fins a 2015 i ha estat escollida diputada a les eleccions al Parlament de Catalunya de 2006.